# 하재익
하재익(河在益, 영어: Bradley Jaiik Holley 브래들리 재익 할리[*], 1994년 5월 20일 ~ )은 대한민국에서 활동하는 배우이다.

## 생애
본관은 영도(影島)이며, 미국 변호사 겸 방송인 하일(河一)의 슬하 3남 중 막내 아들로 부산에서 출생했고, 서울과 광주에서 성장하였다. 2011년 EBS 한국교육방송공사 드라마에서 연기자로 데뷔하였고 이듬해 2012년 연극 《햄릿》으로 연극배우로 데뷔하였으며, 2012년 뮤지컬 《라이온 킹》으로 뮤지컬 배우로도 데뷔하였다.
2019년 tvN 《아찔한 사돈연습》에서 하일과 동반 출연하여 문단열의 딸 문에스더와 가상 결혼을 진행했다.
출생 당시에는 단독 미국 국적이었으나, 1997년 아버지 하일이 한국으로 귀화하면서 한국 국적을 부여받아 현재 후천적인 이중국적 상태이다. 대한민국 국적을 소유한 남자의 경우 군대 문제가 있기에 병역 문제를 해결 하면 이중국적이 가능하다. 아니면 국적을 선택해야한다. 본인도 이에 대해 밝히지 않았기에 언론에서도 입대소식이 밝혀 지지 않았다고 나오기도 했다.

## 가족 관계
- 아버지: 하일(河一, 1958년 11월 14일(66세))
- 어머니: 명현숙(明賢淑, 1964년 6월 3일(61세))
  - 형 : 하재선(河在善, 영문명: Robert Jaison Holley. 1988년 8월 21일(36세))
  - 형 : 하재욱(河在旭, 영문명: Kevin Jaiwook Holley. 1992년 3월 2일(33세))

## 출연 작품

### 텔레비전 드라마
- 2011년 EBS 드라마 《꾸러기 천사들》 ... 단역

### 연극
- 2012년 《햄릿》 ... 오즈리크 역(단역)

### 뮤지컬
- 2012년 《라이온 킹》 ... 자주 역(단역)

### TV 프로그램
- 2013년 MBC TV 프로그램 《세바퀴》
- 2019년 tvN 《아찔한 사돈연습》